# Finneas O'Connell
Finneas Baird O'Connell (conhecido artísticamente como Finneas, estilizado em maiúsculas; Los Angeles, 30 de julho de 1997) é um cantor, compositor, produtor musical, ator e músico norte-americano. Ele ganhou sete Grammy Awards, incluindo Álbum do Ano, Produtor do Ano, Não Clássico e o Melhor Álbum de Engenharia, Não Clássico por seu trabalho no álbum de estreia da Billie Eilish "When We All Fall Asleep, Where Do We Go?" (2019). Ele lançou recentemente seu EP de estreia Blood Harmony. Como ator, em 2013, Finneas foi o protagonista do filme independente Life Inside Out. Ele também é conhecido por interpretar o papel de Alistair na série Glee da FOX. Em 2011, ele interpretou Spencer no filme Bad Teacher. Ele também apareceu em dois episódios da série de televisão Modern Family da ABC e em dois episódios de Aquarius. Seu último trabalho consistiu no lançamento do seu primeiro álbum de estúdio Optimist, em que Finneas incorpora novos estilos musicais em sua composição como rock alternativo.

## Biografia e carreira artística
O'Connell cresceu em Los Angeles e começou a criar e escrever músicas a partir dos 12 anos. Seus pais são a atriz Maggie Baird e o ator Patrick O'Connell. Ele é descendente de irlandeses e escoceses e interpretou Alistair na temporada final do programa de televisão musical Glee em 2015. Ele é o compositor e vocalista da banda The Slightlys, que ganhou prêmios e competições na área de Los Angeles. Finneas escreve e produz para sua irmã, a cantora Billie Eilish. Ele foi o co-escritor e produtor do EP de estréia de Eilish Don't Smile at Me, que alcançou o 14º lugar na Billboard 200 dos EUA. O'Connell atuou como produtor, co-roteirista e escritor do álbum de estréia When We All Fall Asleep. Que estreou em #1 no ranking de popularidade nos EUA e no Reino Unido.

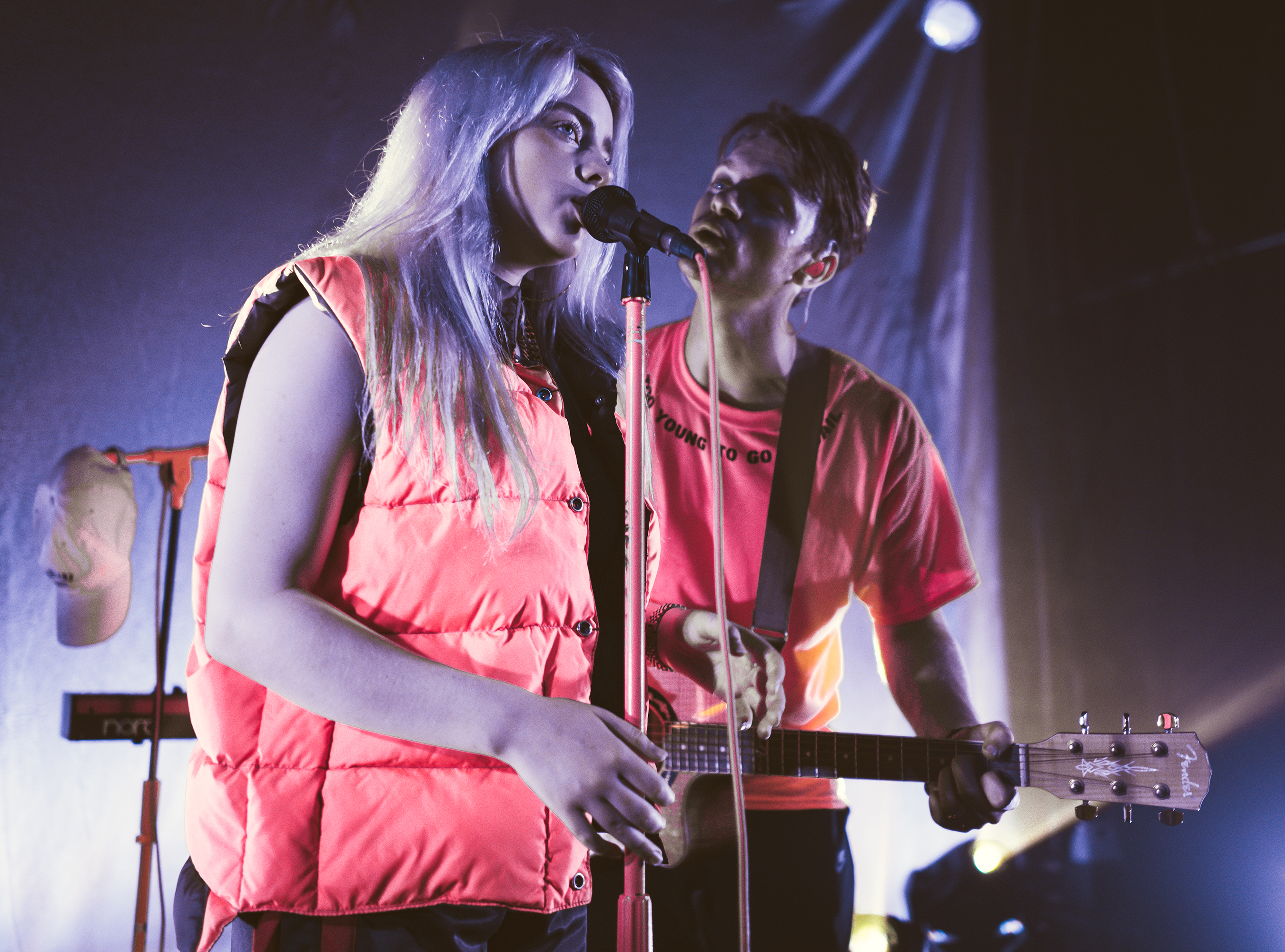
Finneas com sua irmã em um show de 2017

O primeiro single de Finneas, "New Girl", foi lançado em 2016. O videoclipe do single foi lançado em 2019, foi dirigido por Emma Sydney Menzies e estrelou com Finneas e Yasmine Vegas. Ela lançou seu segundo single "I'm in Love Without You" em 2017, e mais tarde lançou mais oito singles em 2018,"Break My Heart Again","Heaven","Life Moves On"," Landmine","Hollywood Forever","Hollywood Forever","College", "Luck Pusher" e "Let's Fall in Love for the Night". No início de 2019, Finneas fez suas primeiras turnês nas quais vendeu todos os ingressos em Nova York e Los Angeles.

## Vida pessoal
Finneas atualmente tem um relacionamento com a YouTuber Claudia Sulewski, dedicando seu single "Claudia" a ela, escrito em parte após a primeira noite em que se conheceram.
Finneas e Billie têm sinestesia.

## Discografia

### EPs
| EP            | Detalhes                                                                                         | Melhor posição nas tabelas musicas |
| EP            | Detalhes                                                                                         | EUA Heat.                          |
| ------------- | ------------------------------------------------------------------------------------------------ | ---------------------------------- |
| Blood Harmony | Lançamento: 4 de outubro de 2019 Gravadora: OYOY, AWAL Formatos: LP, download digital, streaming | 14                                 |

### Álbuns
| Álbum                | Detalhes                                                                                           | Melhor posição    |
| Álbum                | Detalhes                                                                                           | EUA Billboard 200 |
| -------------------- | -------------------------------------------------------------------------------------------------- | ----------------- |
| Optimist             | Lançamento: 4 de outubro de 2019 Gravadora: OYOY, Interscope Formatos: download digital, streaming | 14                |
| For Cryin' Out Loud! | Lançamento: 4 de outubro de 2024 Gravadora: OYOY, Interscope Formatos: download digital, streaming | 82                |

### Singles

#### Como artista principal
| 2016                                                                           | "New Girl"                         | —  | —  | Não adicionado a nenhum álbum |
| 2017                                                                           | "I'm in Love Without You"          | —  | —  | Não adicionado a nenhum álbum |
| 2018                                                                           | "Break My Heart Again"             | —  | —  | Não adicionado a nenhum álbum |
| 2018                                                                           | "Heaven"                           | —  | —  | Não adicionado a nenhum álbum |
| 2018                                                                           | "Life Moves On"                    | —  | —  | Não adicionado a nenhum álbum |
| 2018                                                                           | "Landmine"                         | —  | —  | Não adicionado a nenhum álbum |
| 2018                                                                           | "Hollywood Forever"                | —  | —  | Não adicionado a nenhum álbum |
| 2018                                                                           | "College"                          | —  | —  | Não adicionado a nenhum álbum |
| 2018                                                                           | "Luck Pusher"                      | —  | —  | Não adicionado a nenhum álbum |
| 2018                                                                           | "Let's Fall in Love for the Night" | 17 | 26 | Blood Harmony                 |
| 2019                                                                           | "Claudia"                          | —  | —  | Não adicionado a nenhum álbum |
| 2019                                                                           | "I Lost a Friend"                  | —  | —  | Blood Harmony                 |
| 2019                                                                           | "Angel"                            | —  | —  | Não adicionado a nenhum álbum |
| 2019                                                                           | "Shelter"                          | —  | —  | Blood Harmony                 |
| 2019                                                                           | "I Don't Miss You at All"          | —  | —  | Blood Harmony                 |
| "—" denota canções que não entraram nas tabelas ou não foram lançados no país. |                                    |    |    |                               |

#### Como artista convidado
| Ano  | Canção                                                             | Álbum                         |
| ---- | ------------------------------------------------------------------ | ----------------------------- |
| 2016 | "Goodnews Bay" (Eli Way com part. de Gabrielle Current e FINNEAS)  | Não adicionado a nenhum álbum |
| 2016 | "Evermore" (Prince Paris com part. de Gabrielle Current e FINNEAS) | Não adicionado a nenhum álbum |
| 2017 | "Come to Think" (Gabrielle Current com part. de FINNEAS)           | Não adicionado a nenhum álbum |

### Outras aparições
| Ano  | Canção                             | Artista(s)    | Álbum                       |
| ---- | ---------------------------------- | ------------- | --------------------------- |
| 2015 | "Call Me When You Find Yourself"   | Maggie Baird  | Life Inside Out             |
| 2015 | "Maybe I'm Losing My Mind"         | —             | Life Inside Out             |
| 2015 | "Your Mother's Favorite"           | —             | Life Inside Out             |
| 2018 | "The Ending"                       | Wafia         | VIII EP                     |
| 2020 | "Sunny"                            | Billie Eilish | One World: Together at Home |
| 2020 | "Let's Fall In Love For The Night" | —             | One World: Together at Home |

### Créditos de composição e produção
| Ano  | Canção                                                      | Artista           | Álbum                                    | Co-escritor ou escritor | Produtor |
| ---- | ----------------------------------------------------------- | ----------------- | ---------------------------------------- | ----------------------- | -------- |
| 2016 | "Come to Think"                                             | Gabrielle Current | Não adicionado a nenhum álbum            | Sim                     | Sim      |
| 2016 | "Six Feet Under"                                            | Billie Eilish     | Não adicionado a nenhum álbum            | Sim                     | Sim      |
| 2016 | "Ocean Eyes"                                                | Billie Eilish     | Don't Smile at Me                        | Sim                     | Sim      |
| 2017 | "Your Eyes" (com part. de Tayla Parx)                       | The Knocks        | Testify EP                               | Sim                     |          |
| 2017 | "Filthy Rich"                                               | Evalyn            | Não adicionado a nenhum álbum            |                         | Sim      |
| 2017 | "Bellyache"                                                 | Billie Eilish     | Don't Smile at Me                        | Sim                     | Sim      |
| 2017 | "Bored"                                                     | Billie Eilish     | Don't Smile at Me                        | Sim                     | Sim      |
| 2017 | "Lost My Mind"                                              | Alice Kristiansen | Não adicionado a nenhum álbum            | Sim                     | Sim      |
| 2017 | "Watch"                                                     | Billie Eilish     | Don't Smile at Me                        | Sim                     | Sim      |
| 2017 | "Copycat"                                                   | Billie Eilish     | Don't Smile at Me                        | Sim                     | Sim      |
| 2017 | "Idontwannabeyouanymore"                                    | Billie Eilish     | Don't Smile at Me                        | Sim                     | Sim      |
| 2017 | "My Boy"                                                    | Billie Eilish     | Don't Smile at Me                        | Sim                     | Sim      |
| 2017 | "Party Favor"                                               | Billie Eilish     | Don't Smile at Me                        | Sim                     | Sim      |
| 2017 | "Hostage"                                                   | Billie Eilish     | Don't Smile at Me                        | Sim                     | Sim      |
| 2017 | "Satellite"                                                 | Rebecca Black     | RE / BL                                  | Sim                     | Sim      |
| 2017 | "&burn" (com Vince Staples)                                 | Billie Eilish     | Don't Smile at Me                        | Sim                     | Sim      |
| 2018 | "Bitches Broken Hearts"                                     | Billie Eilish     | Don't Smile at Me                        | Sim                     | Sim      |
| 2018 | "Lovely" (com Khalid)                                       | Billie Eilish     | Don't Smile at Me                        | Sim                     | Sim      |
| 2018 | "You Should See Me in a Crown"                              | Billie Eilish     | When We All Fall Asleep, Where Do We Go? | Sim                     | Sim      |
| 2018 | "When the Party's Over"                                     | Billie Eilish     | When We All Fall Asleep, Where Do We Go? | Sim                     | Sim      |
| 2018 | "Come Out and Play"                                         | Billie Eilish     | When We All Fall Asleep, Where Do We Go? | Sim                     | Sim      |
| 2019 | "When I Was Older"                                          | Billie Eilish     | Roma                                     | Sim                     | Sim      |
| 2019 | "Bury a Friend"                                             | Billie Eilish     | When We All Fall Asleep, Where Do We Go? | Sim                     | Sim      |
| 2019 | "Moral of the Story"                                        | Ashe              | Moral of the Story: Chapter 1 EP         | Sim                     | Sim      |
| 2019 | "Wish You Were Gay"                                         | Billie Eilish     | When We All Fall Asleep, Where Do We Go? | Sim                     | Sim      |
| 2019 | "!!!!!!!"                                                   | Billie Eilish     | When We All Fall Asleep, Where Do We Go? | Sim                     | Sim      |
| 2019 | "Bad Guy"                                                   | Billie Eilish     | When We All Fall Asleep, Where Do We Go? | Sim                     | Sim      |
| 2019 | "Xanny"                                                     | Billie Eilish     | When We All Fall Asleep, Where Do We Go? | Sim                     | Sim      |
| 2019 | "All the Good Girls Go to Hell"                             | Billie Eilish     | When We All Fall Asleep, Where Do We Go? | Sim                     | Sim      |
| 2019 | "8"                                                         | Billie Eilish     | When We All Fall Asleep, Where Do We Go? | Sim                     | Sim      |
| 2019 | "My Strange Addiction"                                      | Billie Eilish     | When We All Fall Asleep, Where Do We Go? | Sim                     | Sim      |
| 2019 | "Ilomilo"                                                   | Billie Eilish     | When We All Fall Asleep, Where Do We Go? | Sim                     | Sim      |
| 2019 | "Listen Before I Go"                                        | Billie Eilish     | When We All Fall Asleep, Where Do We Go? | Sim                     | Sim      |
| 2019 | "I Love You"                                                | Billie Eilish     | When We All Fall Asleep, Where Do We Go? | Sim                     | Sim      |
| 2019 | "Goodbye"                                                   | Billie Eilish     | When We All Fall Asleep, Where Do We Go? | Sim                     | Sim      |
| 2019 | "Everything I Wanted"                                       | Billie Eilish     | When We All Fall Asleep, Where Do We Go? | Sim                     | Sim      |
| 2019 | "Tear Myself Apart"                                         | Tate McRae        | All the Things I Never Said              | Sim                     |          |
| 2019 | "If the World Was Ending" (com com part. de Julia Michaels) | JP Saxe           | Hold It Together                         | Sim                     |          |
| 2019 | "Lose You to Love Me"                                       | Selena Gomez      | Rare                                     |                         | Sim      |
| 2019 | "Used To This"                                              | Camila Cabello    | Romance                                  | Sim                     | Sim      |
| 2019 | "First Man"                                                 | Camila Cabello    | Romance                                  |                         | Sim      |
| 2020 | "Bikini Porn"                                               | Tove Lo           | Bikini Porn                              | Sim                     | Sim      |
| 2020 | "Passion and Pain Taste the Same When I'm Weak"             | Tove Lo           | Bikini Porn                              | Sim                     | Sim      |
| 2020 | "I Hate Everybody"                                          | Halsey            | Manic                                    | Sim                     | Sim      |
| 2020 | "No Time To Die"                                            | Billie Eilish     | Não adicionado a nenhum álbum            | Sim                     | Sim      |
| 2020 | "Jealous"                                                   | Lennon Stella     | Three. Two. One.                         | Sim                     |          |
| 2020 | "So Will I"                                                 | Ben Platt         | Não adicionado a nenhum álbum            |                         | Sim      |
| 2020 | "The Most Beautiful Thing"                                  | Bruno Major       | Não adicionado a nenhum álbum            | Sim                     |          |
| 2024 | "Disclaimer" - série de Tv - Apple Tv                       | Varios            |                                          |                         | Sim      |

## Filmografia

### Cinema
| Ano  | Título                              | Papel     | Notas          |
| ---- | ----------------------------------- | --------- | -------------- |
| 2011 | Bad Teacher                         | Spencer   |                |
| 2013 | Life Inside Out                     | Shane     |                |
| 2013 | Tomorrow                            | Tom       | Curta-metragem |
| 2014 | happySADhappy                       | Andrew    | Curta-metragem |
| 2017 | Confessions of a Teenage Jesus Jerk | Tom       |                |
| 2022 | Turning Red                         | Jesse     |                |
| 2022 | When Billie Met Lisa                | Ele mesmo | Curta-metragem |

### Televisão
| Ano       | Título        | Papel                             | Notas                |
| --------- | ------------- | --------------------------------- | -------------------- |
| 2013-2014 | Modern Family | Cantor / Ronnie LaFontaine Jr.    | 2 episódios          |
| 2015      | Glee          | Alistair                          | 4 episódios          |
| 2015      | Aquarius      | Garoto sério de cabelos compridos | 2 episódios          |
| 2023      | Dave          | Ele mesmo                         | Episódio: "Met Gala" |

### Video game
| Ano  | Título    | Papel      |
| ---- | --------- | ---------- |
| 2015 | Fallout 4 | Liam Binet |

## Prêmios e indicações
| Ano  | Prêmio                   | Indicação                                          | Categoria                                | Resultado | Ref.   |
| ---- | ------------------------ | -------------------------------------------------- | ---------------------------------------- | --------- | ------ |
| 2019 | ASCAP Pop Music Awards   | Ele mesmo & Billie Eilish                          | Prêmio Vanguarda                         | Venceu    | [ 14 ] |
| 2019 | Apple Music Awards       | Ele mesmo                                          | Compositor do Ano                        | Venceu    | [ 15 ] |
| 2020 | Grammy Awards            | "Bad Guy"                                          | Gravação do Ano                          | Venceu    | [ 16 ] |
| 2020 | Grammy Awards            | "Bad Guy"                                          | Canção do Ano                            | Venceu    | [ 16 ] |
| 2020 | Grammy Awards            | When We All Fall Asleep, Where Do We Go?           | Álbum do Ano                             | Venceu    | [ 16 ] |
| 2020 | Grammy Awards            | When We All Fall Asleep, Where Do We Go?           | Melhor Álbum de Engenharia, Não Clássico | Venceu    | [ 16 ] |
| 2020 | Grammy Awards            | Ele mesmo                                          | Produtor do Ano, Não Clássico            | Venceu    | [ 16 ] |
| 2020 | IHeartRadio Music Awards | Ele mesmo                                          | Produtor do Ano                          | Venceu    | [ 17 ] |
| 2020 | IHeartRadio Music Awards | Ele mesmo                                          | Compositor do Ano                        | Indicado  | [ 17 ] |
| 2020 | MTV Video Music Awards   | "Let's Fall in Love for the Night"                 | Melhor Videoclipe Alternativo            | Indicado  | [ 18 ] |
| 2021 | Grammy Award             | "Everything I Wanted" (como produtor e compositor) | Gravação do Ano                          | Venceu    | [ 19 ] |
| 2021 | Grammy Award             | "Everything I Wanted" (como produtor e compositor) | Canção do Ano                            | Indicado  | [ 19 ] |
| 2021 | Grammy Award             | "No Time to Die" (como compositor)                 | Melhor Canção para Mídias Visuais        | Venceu    | [ 19 ] |
| 2022 | Óscar                    | "No Time to Die" (como compositor)                 | Melhor Canção Original                   | Venceu    | [ 20 ] |